# Răsărit heliacal
Răsăritul heliacal al unei stele indică fenomenul de apariție a acesteia pe bolta cerească exact în zori. Acest fenomen a fost folosit de multe popoare la calcul calendarelor.
Fenomenul apare atunci când steaua devine vizibilă deasupra orizontului de Est pentru un scurt moment chiar înainte de răsăritul Soarelui, după o perioadă de un an atunci când părea să fie mai departe în fața sau în spatele Soarelui. 
Heliacal este un termen referitor la Soare (ἥλιος) aplicat în astronomia antică la prima creștere a unei stele care putea fi văzut după ce a reieșit din razele Soarelui, sau ultima care ar putea fi văzută înainte de a se fi pierdut din vedere în proximitatea Soarelui.